# Ryujoseph Hashimura
Ryujoseph Hashimura (橋村 龍ジョセフ Hashimura Ryujoseph?), född 23 augusti 2000 i Tokyo prefektur, är en japansk fotbollsspelare.
Hashimura började sin karriär 2017 i FC Machida Zelvia. 